# 人名反应
人名反应（英語：name reaction），又稱命名反应，是得名於發現或推廣者的化學反應，以有机反应居多。著名的人名反應有維蒂希反應、克萊森縮合反應、傅里德爾-克拉夫茨反應、狄爾斯-阿爾德反應等。過萬種化學反應中，有數百種以此形式命名。有机界不乏專門介紹命名反應的書籍。常用化学手册《默克索引》亦在附錄記載了不少命名反應。
在二十世紀有機化學發展期間，化學家普遍接受將應用層面大的人工合成化學反應以發現者來命名。多數情況下，這些名字易於記憶與交流。然而有部分命名反應與其發現者不相符，如伯奇還原反應、Pummerer重排反應等。
雖然有以化學反應機理或整體轉變作為準則的系統方法（例如有針對整體轉變而設立的IUPAC命名法），但卻有冗贅或不夠獨特的缺點，因此人名來命名仍屬於更有效的交流方式。